# Lancia D50
Lancia D50 je Lancin dirkalnik Formule 1, ki je bil v uporabi med sezonama 1954 in 1956, ko je z njim svoj četrti naslov prvaka osvojil Juan Manuel Fangio. Po smrtni nesreči Alberta Ascarija se je Lancia umaknila iz Formule 1, vse njeno premoženje pa je odkupilo moštvo Scuderia Ferrari, ki je nekoliko izboljšano verzijo dirkalnika poimenovalo Lancia-Ferrari D50, kasneje pa le še Ferrari D50. Dirkalnik je skupno nastopil na štirinajstih prvenstvenih dirkah, na katerih je dosegel pet zmag, osem najboljših štartnih položajev in šest najhitrejših krogov.